# Wilson Benge
Wilson Benge, nome d'arte di George Frederick "Wilson" Benge (Greenwich, 1º marzo 1875 – Hollywood, 1º luglio 1955), è stato un attore inglese che lavorò lungamente a Hollywood.
Nella sua carriera, iniziata ai tempi del cinema muto, prese parte, tra il 1922 e il 1955, a oltre duecento film. Fu, insieme a Charles Coleman e Robert Greig, una delle presenze fisse del cinema hollywoodiano degli anni trenta e quaranta, come attore caratterista specializzato in ruoli di valletto, maggiordomo, domestico ma anche in quelli di professore o ministro della religione. Benge, che lavorò fino all'ultimo, apparve anche in alcune commedie di Stanlio e Ollio.
Era sposato con l'attrice Sarah Lily Smith Benge.

## Filmografia
- Robin Hood, regia di Allan Dwan (1922)
- I dieci comandamenti (The Ten Commandments), regia di Cecil B. DeMille (1923)
- Alias Mary Flynn, regia di Ralph Ince (1925)
- Without Mercy, regia di George Melford (1925)
- La strega di York (The Road to Yesterday), regia di Cecil B. DeMille (1925)
- Fast and Furious, regia di Melville W. Brown (1927)
- That's My Daddy, regia di Fred C. Newmeyer e Reginald Denny (1927)
- The Rush Hour, regia di E. Mason Hopper (1927)[1][2]
- Cercasi avventura (Bulldog Drummond), regia di F. Richard Jones e Leslie Pearce (1929)
- Raffles, l'Arsenio Lupin inglese (Raffles), regia di George Fitzmaurice (1930)
- Consolation Marriage, regia di Paul Sloane (1931)
- Ospiti inattesi (Scram!), regia di Raymond McCarey (1932)
- Il dominatore del mare (Rulers of the Sea), regia di Frank Lloyd (1939)
- Sherlock Holmes (The Spider Woman), regia di Roy William Neill (1943)
- Sherlock Holmes e la perla della morte (The Pearl of Death), regia di Roy William Neill (1944)
- Sherlock Holmes e la casa del terrore (Sherlock Holmes and the House of Fear), regia di Roy William Neill (1945)
- Destinazione Algeri (Pursuit to Algiers), regia di Roy William Neill (1945)
- Il mistero del carillon (Dressed to Kill), regia di Roy William Neill (1946)
- Queen of the Amazons, regia di Edward Finney (1947)
- I tre moschettieri (The Three Musketeers), regia di George Sidney (1948)
- Duello di spie (The Scarlet Coat), regia di John Sturges (1955)